# Monte Capra, Monte Tre Abati, Monte Armelio, Sant'Agostino, Lago di Averaldi
Monte Capra, Monte Tre Abati, Monte Armelio, Sant'Agostino, Lago di Averaldi este o arie protejată (arie specială de conservare — SAC, sit de importanță comunitară — SCI) din Italia întinsă pe o suprafață de 6.273 ha, integral pe uscat.

## Localizare
Centrul sitului Monte Capra, Monte Tre Abati, Monte Armelio, Sant'Agostino, Lago di Averaldi este situat la coordonatele 44°45′59″N 9°28′40″E / 44.766389°N 9.477778°E.

## Înființare
Situl Monte Capra, Monte Tre Abati, Monte Armelio, Sant'Agostino, Lago di Averaldi a fost declarat sit de importanță comunitară în iunie 1995 pentru a proteja 1 specie de plante și 33 de specii de animale. Situl a fost protejat și ca arie specială de conservare în martie 2019.

## Biodiversitate
Situată în ecoregiunea continentală, aria protejată conține 15 habitate naturale: Formațiuni de Juniperus communis pe lande sau pajiști calcaroase, Pajiști carstice calcaroase sau bazofile, de Alysso-Sedion albi, Pajiști uscate europene, Pajiști calaminariene cu Violetalia calaminariae, Pante stâncoase silicioase cu vegetație casmofită, Lacuri eutrofice naturale cu vegetație de tip Magnopotamion sau Hydrocharition, Roci stâncoase cu vegetație pionieră de Sedo-Scleranthion sau Sedo albi-Veronicion dillenii, Mlaștini alcaline, Râuri de munte și vegetația lor lemnoasă cu Salix elaeagnos, Pajiști uscate seminaturale și facies de acoperire cu tufișuri pe substraturi calcaroase (Festuco-Brometalia) (* situri importante pentru orhidee), Grohotișuri termofile și vest-mediteraneene, Ape puternic oligomezotrofe cu vegetație bentonică cu Chara spp., Mlaștini turboase de tranziție și turbării mișcătoare, Păduri aluvionare cu Alnus glutinosa și Fraxinus excelsior (Alno-Padion, Alnion incanae, Salicion albae), Pajiști cu Molinia pe soluri calcaroase, turboase sau argilos-nămoloase (Molinion caeruleae).
La baza desemnării sitului se află mai multe specii protejate:
- plante (1): Himantoglossum adriaticum
- păsări (22): uliu porumbar (Accipiter gentilis), fâsă-de-câmp (Anthus campestris), ciuf-de-pădure (Asio otus), caprimulg (Caprimulgus europaeus), șerpar (Circaetus gallicus), erete cenușiu (Circus pygargus), prepeliță (Coturnix coturnix), ciocănitoare pestriță mare (Dendrocopos major), presură de grădină (Emberiza hortulana), Falco naumanni, șoim călător (Falco peregrinus), șoimul rândunelelor (Falco subbuteo), acvilă pitică (Hieraaetus pennatus), sfrâncioc roșiatic (Lanius collurio), pițigoi moțat (Lophophanes cristatus), ciocârlie de pădure (Lullula arborea), viespar (Pernis apivorus), ciocănitoarea verde (Picus viridis), cristei de baltă (Rallus aquaticus), aușel cu cap galben (Regulus regulus), sitar de pădure (Scolopax rusticola), Sylvia hortensis
- amfibieni (2): Salamandrina terdigitata, Triturus carnifex
- mamifere (5): liliac cârn (Barbastella barbastellus), lupul (Canis lupus), liliac cărămiziu (Myotis emarginatus), liliacul mare cu potcoavă (Rhinolophus ferrumequinum), liliacul mic cu potcoavă (Rhinolophus hipposideros)
- nevertebrate (4): Austropotamobius pallipes, fluturele de noapte (Eriogaster catax), Euplagia quadripunctaria, rădașcă (Lucanus cervus)

Pe lângă speciile protejate, pe teritoriul sitului au mai fost identificate 31 de specii de plante, 7 specii de amfibieni, 12 specii de mamifere, 3 specii de nevertebrate, 1 specie de pești, 6 specii de reptile.